# あさおか倖
あさおか倖（あさおか こう、1994年11月11日 - ）は、日本のグラビアアイドル、女優。
旧名・町本 ゆう。その後、松本悠加（まつもと ゆうか）に改名。
所属事務所は株式会社NECO。

## 来歴
2017/02/10、イメージDVD「町本ゆう 「新人」」でデビュー。
近年は舞台、撮影会で様々な活動をしている。

## 人物
- 福岡県出身
- 趣味：読書、らーめん、猫(11匹飼育中)
- 特技：Google検索、睡眠
- スリーサイズ	：T162　B87　W60　H85

## 出演

### テレビ
- 真夜中のおバカ騒ぎ（2018年）[1]

### ウェブ関連
- EX MAX!（2019年）[2]

### 舞台
- アリスインプロジェクト「ともだちインプット[3]」月組（2018年11月7日 - 18日、池袋・シアターKASSAI） - 桐乃ヤツメ 役[4]
- ユーキース・エンタテインメント「少年陰陽師[5][6]」（2020年2月22日 - 3月1日、築地・ブディストホール） - 勾陣 役

## 作品

### イメージDVD
町本ゆう名義
- 「新人」（2017/02/10）
- 「南の島でI◆YOU」（2017/03/10）
- 「めっちゃ可愛い現役グラビアクイーンの町本ゆうchanが都内のスタジオで全身体当たりで頑張りました!」（2017/04/10）
- 「大好きな君」（2017/06/23）
- 「You-waku」（2017/09/29）
- 「ヴィーナスのえくぼ」（2017/12/22）
- 「Beautiful Days」（2018/02/23）

あさおか倖名義
- 【VR】トライアル版 apartment Days! （2018年）
- 【VR】act1 apartment Days! （2018年）
- 【VR】act2 apartment Days! （2018年）
- 新・ヒロイン危機一髪!!13 武捜戦隊サイレンジャー外伝 サイブレイズ・サーガ 毒婦コルビーナの恐怖（2018年）

### 写真集
- 町本ゆう「ふたりだけ」（2017年）